# Discografia de Eliza Doolittle
A discografia de Eliza Doolittle, uma cantora e compositora britânica, consiste de um álbuns de estúdio, um extended play (EP) e oito singles, incluindo cinco como artista principal e três como artista convidada e cinco vídeos musicais.

## Álbuns

### Álbuns de estúdio
| Eliza Doolittle - Lançamento: 12 de julho de 2010 - Gravadora: Parlophone - Formatos: CD, download digital | 3  | 38 | —  | 64 | 101 | 10 | 55 | 45 | - : Platina |
| In Your Hands - Lançamento: 14 de outubro de 2013 - Gravadora: Parlophone - Formato: CD, download digital  | 25 | —  | 37 | —  | —   | 71 | —  | —  | - : Prata   |
| "—" denota itens que não entraram nas tabelas ou não foram lançados no território.                         |    |    |    |    |     |    |    |    |             |

### Extended plays
| Detalhes do álbum                                                                                               | Posições |
| Detalhes do álbum                                                                                               | UK       |
| --- | -------- |
| Eliza Doolittle - Lançamento: 29 de novembro de 2009 - Gravadora: Parlophone - Formato(s): CD, download digital | 196      |

## Singles

### Como artista principal
| Ano                                                                                | Canção                  | Melhores posições nas tabelas | Melhores posições nas tabelas | Melhores posições nas tabelas | Melhores posições nas tabelas | Melhores posições nas tabelas | Melhores posições nas tabelas | Melhores posições nas tabelas | Melhores posições nas tabelas | Certificações | Álbum           |
| Ano                                                                                | Canção                  | UK                            | ALE                           | AUS                           | BEL                           | IRL                           | ITA                           | HOL                           | SUI                           | Certificações | Álbum           |
| ---------------------------------------------------------------------------------- | ----------------------- | ----------------------------- | ----------------------------- | ----------------------------- | ----------------------------- | ----------------------------- | ----------------------------- | ----------------------------- | ----------------------------- | ------------- | --------------- |
| 2010                                                                               | "Skinny Genes"          | 22                            | 42                            | —                             | 42                            | 42                            | —                             | 90                            | 48                            |               | Eliza Doolittle |
| 2010                                                                               | "Pack Up"               | 5                             | 49                            | 96                            | 10                            | 6                             | 24                            | 19                            | 75                            | - : Ouro      | Eliza Doolittle |
| 2010                                                                               | "Rollerblades"          | 58                            | —                             | —                             | 11                            | —                             | —                             | —                             | —                             |               | Eliza Doolittle |
| 2011                                                                               | "Mr Medicine"           | 130                           | —                             | —                             | —                             | —                             | —                             | —                             | —                             |               | Eliza Doolittle |
| 2013                                                                               | "Big When I Was Little" | 12                            | —                             | —                             | 27                            | —                             | —                             | —                             | —                             |               | In Your Hands   |
| 2013                                                                               | "Let It Rain"           | 55                            | —                             | —                             | —                             | —                             | —                             | —                             | —                             |               | In Your Hands   |
| "—" denota itens que não entraram nas tabelas ou não foram lançados no território. |                         |                               |                               |                               |                               |                               |                               |                               |                               |               |                 |

### Como artista convidada
| Ano                                                                                | Canção                                                                     | Álbum          |
| ---------------------------------------------------------------------------------- | -------------------------------------------------------------------------- | -------------- |
| 2010                                                                               | "I Put a Spell On You" (colaboração com Vários artistas)                   | Sem álbum      |
| 2012                                                                               | "He Ain't Heavy, He's My Brother" (colaboração com The Justice Collective) | Charity single |
| 2013                                                                               | "You & Me" (colaboração com Disclosure)                                    | Settle         |
| "—" denota itens que não entraram nas tabelas ou não foram lançados no território. |                                                                            |                |

## Vídeos musicais
| Ano  | Canção                  |
| ---- | ----------------------- |
| 2010 | "Skinny Genes"          |
| 2010 | "Pack Up"               |
| 2010 | "Rollerblades"          |
| 2011 | "Mr Medicine"           |
| 2013 | "Big When I Was Little" |
| 2013 | "Waste of Time"         |
| 2013 | "Let It Rain"           |